# Корита на Красу
Корита на Красу (словен. Korita na Krasu, итал. Corita) је насељено место у општини Мирен-Костањевица, Горишка регија, Словенија.

## Историја
До територијалне реорганизације у Словенији била су у саставу старе општине Нова Горица.

## Становништво
У попису становништва из 2011. године, Корита на Красу су имала 44 становника.
| Број становника према пописима | Број становника према пописима | Број становника према пописима |
| ------------------------------ | ------------------------------ | ------------------------------ |
| 1991                           | 2002                           | 2011                           |
| 50                             | 46                             | 44                             |

Напомена: До 1955. исказивано под именом Корита.